# Tetractis quadrangularis
Tetractis quadrangularis is een zeeanemonensoort. De anemoon komt uit het geslacht Tetractis. Tetractis quadrangularis werd in 1789 voor het eerst wetenschappelijk beschreven door Bruguiere. 